# (21678) Lindner
(21678) Lindner (1999 RK27) – planetoida z pasa głównego asteroid okrążająca Słońce w ciągu 4,07 lat w średniej odległości 2,55 j.a. Odkryta 5 września 1999 roku.